# Диего Тристан
Диего Тристан Херера (роден на 5 януари 1976 г.) е испански бивш футболист, който играе като нападател.
Във най-добрите си години е смятан за един от най-добрите играчи на поста нападател. Той е описван с много добри качества: дрибъл, отлична точност на удара, добри въздушни умения и умения без топката; познат е най-вече като играч на Депортиво, където прекарва шест сезона.
След изиграни общо 8 сезона в Примера дивисион, Тристан е натрупал 227 мача и 95 гола. Той участва в състава на Испания за Световното първенство по футбол 2002.

## Клубна кариера
Тристан е роден в Ла Алгаба, провинция Севиля. Тристан преминава през младежките формации на местния отбор Реал Бетис и достига Б-отбора на Майорка.
След един сезон в Сегунда дивисион с Майорка, той дебютира в Примера дивисион през сезон 1999-2000 срещу Нумансия на 12 септември 1999 г. и вкарва гол.
Тристан завършва първия си сезон в най-елитното първенство на Испания с 18 гола.
Тристан почти подписва договор с гранда Реал Мадрид, но с оттеглянето на Лоренцо Санз като президент на Реал Мадрид, офертата се проваля. Тогава Тристан подписва с галисиянския клуб Депортиво. Там оформя атакуващ тандем с холандеца Рой Макай.
Макай е първи избор през сезон 2000-2001 за което Тристан заплашва, че ще напусне отбора, но все пак получава шанс през следващия сезон като получава достатъчно време и вкарва 21 гола. Депортиво е предвождан от Хавиер Ирурета.
Тристан също така отбелязва 6 гола в Шампионска лига и 5 гола за Купата на краля. В това число е включени хеттрик срещу бившия му отбор Майорка (5-0) на 7 април 2002 г.
След това, Тристан си наранява глезена при задължения с националния отбор и губи титулярното място в полза на Рой Макай. Макай дори печели Златната обувка за представянето си. Тристан не може да се адаптира към вторичния си пост, но все пак отбелязва 19 гола през сезона.
Дори след като Макай напуска Депортиво през юни 2003 г. за да подпише с Байерн Мюнхен, Тристан никога повече не възвръща отличната си форма и уверенноста си.
През 2003-2004 г. той играе пълни 90 минути в едва 10. Все пак, той пропуска само 8 от 56 мача, но вкарва едва 13 гола (8 във Примера дивисион, 2 във Купата на краля и 3 за Шампионска лига).
Макар слабото му представяне, гола му срещу АС Монако на 5 ноември 2003, (при фатална загуба като гост с 3-8) е обявен от УЕФА за гол на годината.
Тристан отбелязва 87 гола за 4 години с фланелката на Депортиво. Той напуска през юли 2006 г.
След като е свързван с няколко испански отбора, както и няколко отбора на острова, включително Болтън, той решава да подпише отново с Майорка, след 6-годишно прекъсване. Той обаче отново е освободен на 31 януари 2007 г., след липса на физическа подготовка, ужасна форма и липса на голове.
Тристан подписва едногодишен договор с италианския Ливорно през юли 2007 г., след като отбора търси заместител на Кристано Лукарели. Тристан постига провал в стремежа си да впечатли тосканийският отбор, като вкарва само веднъж през сезона; това довежда до изпадане на отбора в Серия Б.
На 30 септември 2008 г. започват проби с Уест Хям. На 14 октомври Тристан подписва официален договор за титулярния отбор и дебютира на 8 декември, влизайки в 83-та минута като резерва срещу Тотнъм (0-2).
На 24 юли 2009 г. Диего се присъединява към втородивизионния отбор на Кадис. Така Тристан се завръша в родната си Андалусия след 14 години. Той възвръща донякъде добрата си форма за отбелязване на голове през сезона, който е негов първи и последен в клуба, тъй като кариерата му е към края си. Кадис е от изпадащите и слиза в по-долната дивизия; макар че в последния мач от първенството срещу Нумансия на 19 юни 2010 г. Тристан отбелязва хеттрик (4-2), това е недостатъчно и отбора завършва 19-и (първи в зоната на отпадащите).

## Международна кариера
На 2 юни 2001 г. Диего, след прекрасните си представяния с Депортиво, спечелва дебют за Испания, като вкарва гол срещу Босна и Херцеговина (4-1) в квалификация за Световното първенство по футбол 2002 във Овиедо. На финалите в Япония и Южна Корея, Диего играе пестеливо за четвъртфиналистите след като получава контузия и не отбелязва нито един гол.
Тристан отбелязва гол в последния си мач – приятелски мач срещу Португалия на 6 септември 2003 г.

### Международни голове
| #  | Дата             | Стадион                                          | Противник           | Гол за | Резултат | Турнир                                             |
| -- | ---------------- | ------------------------------------------------ | ------------------- | ------ | -------- | -------------------------------------------------- |
| 1. | 2 юни 2001       | Carlos Tartiere, Овиедо, Испания                 | Босна и Херцеговина | 4–1    | 4–1      | квалификации за Световно първенство по футбол 2002 |
| 2. | 1 септември 2001 | Естадио Местая, Валенсия, Испания                | Австрия             | 1–0    | 4–0      | квалификации за Световно първенство по футбол 2002 |
| 3. | 2 април 2003     | Естадио Рейно де Леон, Леон, Испания             | Армения             | 1–0    | 3–0      | квалификации за Световно първенство по футбол 2002 |
| 4. | 6 септември 2003 | Ещадио Дон Алфонсо Енрикеш, Гимараеш, Португалия | Португалия          | 0–3    | 0–3      | приятелски мач                                     |

## Отличия

### Депортиво
Купа на краля (футбол): 2001-02
Суперкопа де Еспаня: 2001-02

### Индивидуални
Трофей Пичичи: 2001-02

## Статистика

### Клубна
| Клубно представяне | Клубно представяне | Клубно представяне   | Първенство       | Първенство       | Купа на краля          | Купа на краля          | Копа де ла лига | Копа де ла лига | УЕФА   | УЕФА   | Общо   | Общо   |
| Сезон              | Отбор              | Първенство           | Мачове           | Голове           | Мачове                 | Голове                 | Мачове          | Голове          | Мачове | Голове | Мачове | Голове |
| Испания            | Испания            | Испания              | Примера дивисион | Примера дивисион | Купа на краля (футбол) | Купа на краля (футбол) | Копа де ла Лига | Копа де ла Лига | Европа | Европа | Общо   | Общо   |
| ------------------ | ------------------ | -------------------- | ---------------- | ---------------- | ---------------------- | ---------------------- | --------------- | --------------- | ------ | ------ | ------ | ------ |
| 1999/00            | Майорка            | Примера дивисион     | 35               | 18               | 0                      | 0                      | -               | -               | 11     | 5      | 46     | 23     |
| 2000/01            | Депортиво          | Примера дивисион     | 29               | 19               | 1                      | 1                      | -               | -               | 11     | 2      | 41     | 22     |
| 2001/02            | Депортиво          | Примера дивисион     | 33               | 21               | 6                      | 6                      | -               | -               | 12     | 6      | 51     | 33     |
| 2002/03            | Депортиво          | Примера дивисион     | 23               | 9                | 8                      | 6                      | -               | -               | 10     | 4      | 41     | 19     |
| 2003/04            | Депортиво          | Примера дивисион     | 33               | 8                | 3                      | 2                      | -               | -               | 11     | 4      | 47     | 14     |
| 2004/05            | Депортиво          | Примера дивисион     | 23               | 9                | 2                      | 2                      | -               | -               | 1      | 0      | 26     | 11     |
| 2005/06            | Депортиво          | Примера дивисион     | 36               | 11               | 4                      | 0                      | -               | -               | 5      | 1      | 45     | 12     |
| 2006/07            | Майорка            | Примера дивисион     | 13               | 0                | 2                      | 0                      | -               | -               | -      | -      | 15     | 0      |
| Италия             | Италия             | Италия               | Серия А          | Серия А          | Копа Италия            | Копа Италия            | Купа на лигата  | Купа на лигата  | Европа | Европа | Общо   | Общо   |
| 2007/08            | Ливорно            | Серия А              | 21               | 1                |                        |                        |                 |                 |        |        |        |        |
| Англия             | Англия             | Англия               | Първенство       | Първенство       | ФА къп                 | ФА къп                 | Купа на лигата  | Купа на лигата  | Европа | Европа | Общо   | Общо   |
| 2008/09            | Уест Хям           | Английска висша лига | 14               | 3                |                        |                        |                 |                 |        |        |        |        |
| Испания            | Испания            | Испания              | Примера дивисион | Примера дивисион | Купа на краля (футбол) | Купа на краля (футбол) | Копа де ла Лига | Копа де ла Лига | Европа | Европа | Общо   | Общо   |
| 2009/10            | Кадис              | Сегунда дивисион     | 29               | 8                | 1                      | 0                      | -               | -               | -      | -      | 30     | 8      |
| Държава            | Испания            | Испания              | 254              | 103              | 27                     | 17                     | -               | -               | 61     | 22     | 342    | 142    |
| Държава            | Италия             | Италия               | 21               | 1                |                        |                        |                 |                 |        |        |        |        |
| Държава            | Англия             | Англия               | 14               | 3                |                        |                        |                 |                 |        |        |        |        |
| Общо               | Общо               | Общо                 | 289              | 107              |                        |                        |                 |                 |        |        |        |        |

### Международна
| Испания | Испания | Испания |
| Година  | Мачове  | Голове  |
| ------- | ------- | ------- |
| 2001    | 5       | 2       |
| 2002    | 6       | 0       |
| 2003    | 4       | 2       |
| Общо    | 15      | 4       |